# Grammostola andreleetzi
Grammostola andreleetzi là một loài nhện trong họ Theraphosidae.
Loài này thuộc chi Grammostola. Grammostola andreleetzi được miêu tả năm 2008 bởi Vol.